# Bel Ami (cântec)
Bel Ami este un cântec interpretat de Tino Rossi în 1939, pe muzica de Theo Mackeben și versuri de Louis Poterat. Există o versiune germană a cântecului, scris de Fritz Beckmann, cântec preluat și de Lucienne Delyle cât și de cântăreața chiliană Rosita Serrano.